# Chlorethe brachyptera
Chlorethe brachyptera är en skalbaggsart som beskrevs av Dmytro Zajciw 1963. Chlorethe brachyptera ingår i släktet Chlorethe och familjen långhorningar. Inga underarter finns listade i Catalogue of Life.